# Grenze zwischen der Demokratischen Republik Kongo und Uganda

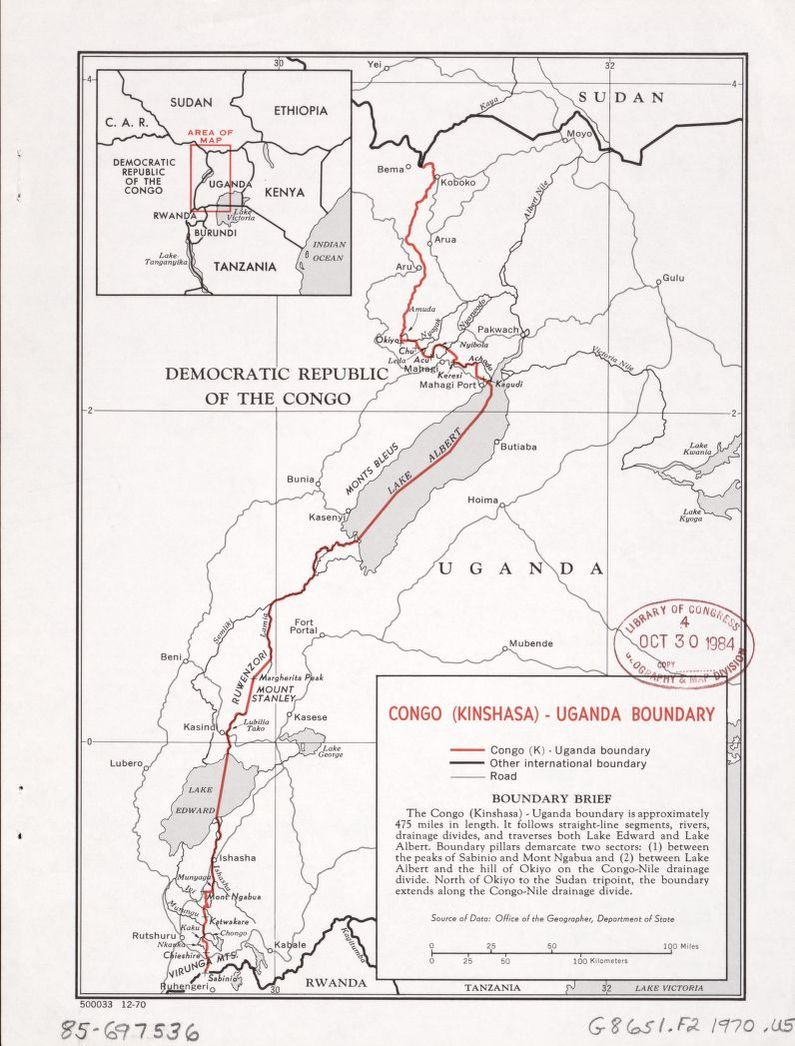
Karte des Grenzverlaufs

Die Grenze zwischen der Demokratischen Republik Kongo und Uganda trennt als internationale Landgrenze diese beiden Staaten. Die Länge der Grenze wird mit 765 oder 877 km angegeben. Die Grenze verläuft vom Dreiländereck mit dem Südsudan zum Dreiländereck mit Ruanda.

## Geschichte
In Uganda wurde 1894 das Königreich Buganda zu einem Protektorat des Vereinigten Königreichs. Im Folgejahr wurde Britisch-Ostafrika errichtet, das auch Kenia umfasste: Das britische Herrschaftsgebiet im heutigen Uganda wurde in der Folge auf das ganze Land ausgeweitet, jedoch blieb das Königreich Buganda als Protektoratsstaat erhalten.
1886 stimmten das Vereinigte Königreich und das Deutsche Kaiserreich ihre Interessengebiete in Ostafrika ab. 1890 wurde der Vertrag zwischen dem Deutschen Reich und dem Vereinigten Königreich über die Kolonien und Helgoland (sogen. Helgoland-Sansibar-Vertrag) geschlossen, in dessen Artikel 1 das deutsche Einflussgebiet durch den 1. südlichen Breitengrad begrenzt und damit Uganda und Kenia dem Vereinigten Königreich zugeordnet wurden.
Am 12. Mai 1894 erfolgte eine erste Festlegung der Grenze zwischen dem kolonialen Kongo-Freistaat von König Leopold II. (Belgien) und dem britischen Herrschaftsgebiet. Die Grenze sollte demnach vom Herrschaftsgebiet des Deutschen Reichs auf dem 30. östlichen Längengrad bis zur Wasserscheide zwischen dem Kongo- und dem Nilbecken und weiter nach Norden auf dieser Wasserscheide verlaufen. Der Kongo-Freistaat hatte auch die Lado-Enklave am Weißen Nil als Pachtgebiet in Besitz genommen, die sie nach Auslaufen des Pachtvertrags im Jahr 1910 dem Anglo-Ägyptischen Sudan überließ. Das als Mahagi-Streifen bekannte Gebiet am Westufer des Albertsees sollte dabei dauerhaft bei Kongo-Freistaat und seinen Nachfolgern verbleiben. In den Jahren 1906 bis 1908 fand eine Kartierung der Grenze statt. Auf einer anglo-belgisch-deutschen Konferenz in Brüssel im Jahr 1910 wurde der Sabinyo-Vulkan als Dreiländereck zwischen dem 1908 aus dem Kongo-Freistaat hervorgegangenen Belgisch-Kongo, Britisch-Ostafrika und Deutsch-Ostafrika festgelegt. In dem anglo-belgischen Übereinkommen vom 14. Mai wurde die Grenze nördlich des Sabinyo-Vulkans bis zur Wasserscheide nördlich des Albertsees definiert. Dabei kam das Gebiet westlich des 30. östlichen Längengrads zwischen dem Sabinyo-Vulkan und dem Fluss Semliki, dem Abfluss des Eduardsees zum Albertsee, zu Uganda. Ein Landstreifen nordöstlich des 30. östlichen Längengrads zum südlichen Ende des Mahagi-Streifens einschließlich des Westteils des Albertsees wurde Belgisch-Kongo übertragen, das auch den Mahagi-Streifen behielt. Am 12. Mai 1911 wurde ein britisch-belgisches Protokoll über die Vermessung der Grenze und das Setzen von 12 Grenzsteinen unterzeichnet. Die Bestätigung des Grenzverlaufs und Änderungen in Bezug auf den Mahagi-Streifen erfolgten in einer britisch-belgischen Vereinbarung vom 3. Februar 1915.
Als Ergebnis des Ersten Weltkriegs kam der größte Teil Deutsch-Ostafrikas als Mandatsgebiet des Völkerbunds im Vertrag von Versailles unter die Verwaltung des Vereinigten Königreichs, während die Gebiete von Ruanda und Urundi (Burundi) unter die Treuhandverwaltung Belgiens gestellt wurden.
Belgisch-Kongo wurde 1960 unabhängig und nannte sich zeitweise Zaire. Am 8. Oktober 1962 wurde auch Uganda unabhängig. Von 1971 bis 1979 stand es unter dem brutalen Regime von Idi Amin, der nach einem Krieg mit Tansania gestürzt und durch seinen Vorgänger Milton Obote abgelöst wurde, bis dieser 1986 gestürzt wurde.

## Grenzverlauf

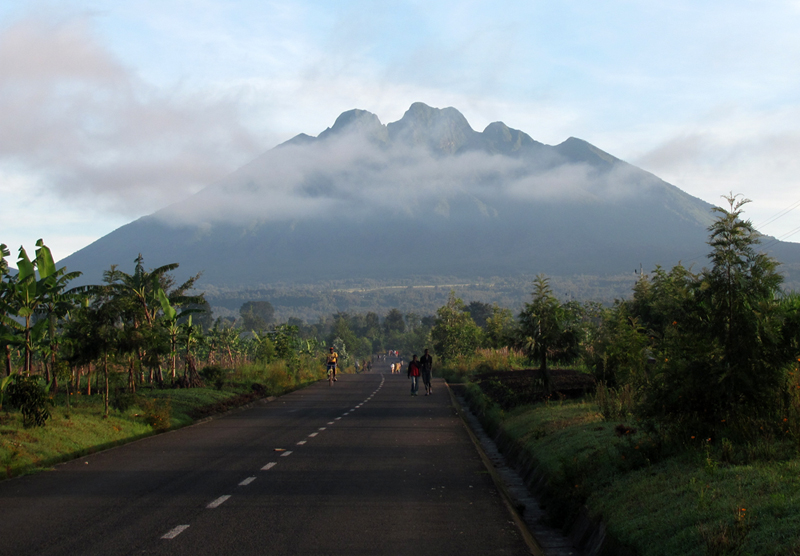
Der Sabinyo-Vulkan markiert das Dreiländereck mit Ruanda, Sicht aus Ruanda

Die Grenze führt vom höchsten Gipfel des Sabinyo-Vulkans (1°23′12.34″S, 29°35′29.69″O) geradlinig zum Südende des Mdagana-Rückens und auf der Wasserscheide zu dessen höchstem Punkt, von dort geradlinig zum Gipfel des Hügelchens („knoll“) Chieshire und weiter geradlinig zum Zusammenfluss der Flüsse Nyarugando und Kanga, den Fluss Nyarugando aufwärts bis zu dessen Quelle und weiter geradlinig zum höchsten Punkt des Giskio-Hügels. Sie folgt dann der Wasserscheide zwischen dem Giskio-Hügel und dem Lubona-Hügel und setzt sich zu einem Punkt (Grenzstein 5) ungefähr 400 m nordwestlich des Gipfels des Lubona-Hügels fort. Weiter verläuft sie auf dem Kamm des Sporns, der sich in nordwestlicher Richtung zum Sinda-Fluss erstreckt, und auf dem Kamm des gegenüberliegenden Sporns zum Gipfel des Kirambo-Hügels. Von dort führt sie in einer gebogenen Linie auf dem Kamm eines Sporns zur nördlichsten Biegung des Kako oder Ruchuru-Flusses und weiter geradlinig über diesen Fluss zur Mündung des Kasumo-Stroms und diesen entlang zu seiner Quelle und geradlinig zum tiefsten Punkt des Passes nordöstlich der Biegung des Kako-Flusses (Grenzstein 7). Die Grenze führt dann geradlinig zum Zusammenfluss der Flüsse Kiarakibi und Murungu und folgt dem Murungu abwärts, bis er auf den Chonga-Fluss trifft, und verläuft geradlinig zum Gipfel eines Hügels rund 700 Meter nordnordöstlich dieser Flussmündung (Grenzstein 8). Von dort verläuft sie geradlinig zum Gipfel des Chikomo-Hügels (Deko South) und weiter geradlinig zum Gipfel des Deko-North-Hügels und weiter zum Grenzstein 10 an der Kreuzung der Kayonsa-Straße mit dem Ivwi-Fluss. Von dort setzt sie sich geradlinig zu einem durch Grenzstein 11 markierten Punkt rund einen Kilometer weiter nördlich auf einem herausragenden Sporn der Nkabwa–Salambo-Gruppe fort und folgt dieser bis zum Gipfel des Salambo-Hügels und weiter der Wasserscheide bis zum Gipfel des Nkabwa-Hügels (Grenzstein 12). Von dort folgt sie dem Breitenkreis dieses Punkts nach Osten, bis dieser auf den Manyaga-Fluss trifft und diesen Fluss abwärts bis zum Zusammentreffen mit dem Fluss Ishasha und diesem Fluss folgend bis zur Mündung in den Eduardsee.

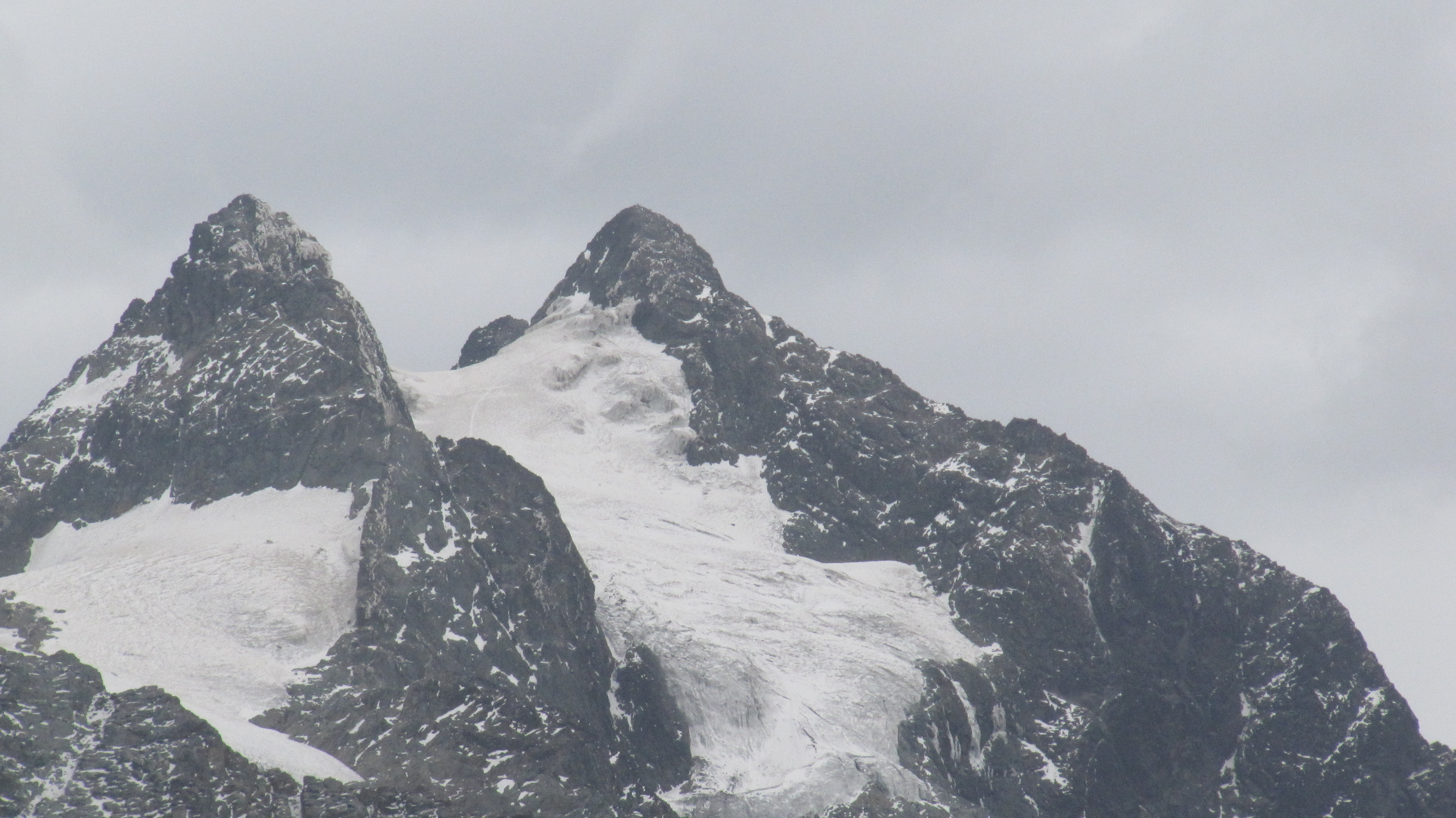
Margherita-Peak (rechts)

Die Grenze führt weiter geradlinig durch den Eduardsee zur Mündung des Flusses Lubilia-Chako und folgt diesem Fluss bis zu seiner Quelle. Sie führt dann geradlinig zum Margherita Peak (5109 m) im Ruwenzori-Gebirge und weiter geradlinig zur Quelle des Lami-Flusses, dem sie zu seinem Zusammenfluss mit dem Semliki folgt, mit dem sie zum Albertsee führt. Durch den Albertsee führt sie in der Seemitte mit mehreren geraden Linien bis zu einem Punkt 2°7‘ nördlicher Breite. Dort knickt sie zum Nordwestufer des Sees ab und folgt dabei einer Linie, die zum Schnittpunkt mit der Verlängerung einer geraden Verbindungslinie vom Gipfel des Hügels Kagudi mit dem Gipfel eines Hügelchens am Steilhang oberhalb des Westufers des Sees rund 1,7 km ostsüdöstlich des Kagudi-Hügels führt. Von dort führt die Grenze geradlinig auf den Gipfel des Kagudi-Hügels und weiter geradlinig in Richtung des Gipfels des Biet-Hügels bis zum Zusammentreffen mit einer geraden Linie, die den Gipfel des Milia-Hügels mit dem Zusammenfluss der Flüsse Nashiodo und Alala verbindet, und von dort geradlinig bis zu diesem Zusammenfluss. Dem Fluss Nashiodo folgt sie bis zu dessen Quelle in der Nähe des Gipfels des Keresi-Hügels. Von dort verläuft sie geradlinig bis zu diesem Gipfel. Von dort folgt sie in gekrümmter Linie der Wasserscheide des Beckens des Flusses Sido zum Gipfel des Aminzi-Hügels und von dort führt sie geradlinig zur Spitze des Monda-Felsens. Anschließend führt der Grenzverlauf geradlinig zum Zusammenfluss der Flüsse Narodo und Niabola und den Niabola aufwärts zu dem Gipfel des Hügels Agu nächstgelegenen Punkt und von dort geradlinig auf diesen Gipfel. Weiter verläuft sie gekrümmt auf der Wasserscheide des Beckens des Ajoda-Flusses zum Gipfel des Sisi-Hügels und auf der Wasserscheide des Beckens des Leda-Flusses zum Gipfel eines rund 4,2 km ostsüdöstlich des Gipfels des Cho-Hügels gelegenen Hügelchens. Von dort folgt sie in gekrümmter Linie der Wasserscheide zwischen dem Becken des Niagaki-Flusses und des Nebenflusses, der knapp unterhalb des Zusammenflusses der Flüsse Niagaki und Ammodar in den Niagaki mündet, bis zu einem Punkt nächst diesem Zusammenfluss, und von dort führt sie geradlinig zu diesem Zusammenfluss. Dem Ammodar folgt sie flussaufwärts zur rund 1600 m südwestlich des Gipfels des Akar-Hügels gelegenen Mündung eines Nebenflusses, dessen Quelle sich rund 5,6 km südsüdöstlich des Gipfels des Ham-Hügels und 6,2 km westsüdwestlich des Gipfels des Akar-Hügels nahe einem Hügelchen auf der Wasserscheide zwischen Nil und Kongo befindet, bis zu dieser Quelle und von dort geradlinig zum Gipfel des Hügelchens. Von dort folgt die Grenze der Wasserscheide bis zum Dreiländereck mit dem Südsudan (3°29'24"N, 30°51'0"O).

## Grenzstreit
Ein 2007 blutig ausgetragener Grenzstreit besteht um die kleine Insel Rukwanzi im Albertsee (1°12′37″N, 30°29′29″O).